# Maria Grün (Künstlerin)
Maria Grün (* 25. September 1977 in Wien) ist eine österreichische bildende Künstlerin. Sie lebt und arbeitet in Wien und beschäftigt sich vor allem mit Objektbildhauerei (insbesondere kinetische Objekte und Rauminstallationen), aber auch Zeichnungen. In Zusammenarbeit mit anderen Künstlern erweiterte sie ihr Spektrum um Fotografie und Videoarbeiten.

## Leben
Grün studierte 1998 bis 2002 Bildhauerei an der Wiener Kunstschule, was sie mit einem Diplom in Bildhauerei abschloss, sowie 2001 bis 2009 Soziologie an der Universität Wien, von wo sie ihren Bachelorabschluss (Bakk. phil) erhielt. In den Jahren 2010 bis 2018 studierte sie transdisziplinäre Kunst an der Universität für Angewandte Kunst in Wien, was sie mit einem Master abschloss.
Maria Grün ist Gründungsmitglied der seit 2007 bestehenden Galerie Schleifmühlgasse 12–14. Seit 2008 ist sie Mitglied der Künstlergruppe AG67 und GrÜnsch AG. Im Jahre 2017 war sie Mitbegründerin des Ausstellungsraums GOMO – Raum für zeitgenössische Kunst und Diskurs. Seit Januar 2018 ist sie Bereichskoordinatorin für Malerei und Grafik im Künstlerhaus Wien.
Maria Grüns kinetische Objekte sind oft hyperrealistisch geformte Organe aus Silikon. Sie thematisieren das Körperinnere und die Flüchtigkeit seiner Substanz. Ihr Hauptaugenmerk liegt dabei auf dem Zusammenwachsen des menschlichen Körpers mit Maschinen in Form von einem Ineinandergreifen von Organischem und Maschinellem.

## Ausstellungen (Auswahl)
- 2006: Österreich TanzT. Performance, Festspielhaus St. Pölten
- 2008: Multiple Connection. Artfair Ankara und Galerie Kent Istanbul
- 2009: Mein Körper ist ein schutzlos Ding. Galerie der Freischaffenden, Wien
- 2011: Morph. Schleifmühlgasse 12–14, Wien
- 2012: Cell. Ljubljana, Slowenien
- 2013: Colateral Orbit. Allegranomad Gallery, Bukarest, Rumänien
- 2013: Parallel. Artfair. Altes Zollamt Wien
- 2013: Link-Unit part III. Allegranomad gallery Bukarest
- 2014: Sammellust. Schleifmühlgasse 12–14, Wien
- 2014: Obsession. Gallery Schloss Attnang Puchheim
- 2015: Did you ever see... Schleifmühlgasse 12–14, Wien
- 2015: Re. Kunstraum Niederösterreich, Wien
- 2016: Peripheral Influence. Aka Saskatoon & Kenderdine Gallery, Saskatoon, Kanada
- 2016: Stoffwechselmaschine. TransArts Wien
- 2016: Juxtaposition. artist book exhibition. 21er Haus Wien
- 2016: metabolismmachine. National Institute of Chemistry, Ljubljana
- 2017: Andere Geschichte(n). Künstlerhaus Wien
- 2018: Z/U/U. GOMO at Parallel Vienna
- 2019: Über das Neue. Junge Szenen in Wien. Belvedere 21, Wien
- 2020: Wittgenstein, art quarter budapest, Ungarn
- 2020: From Nose to Coast, Tim Nolas, Wien
- 2020: Dissassembling LAB 2020 – Prozesshaft/empirisch Basement, Wien
- 2021: Maria Grün, Christelle Mas, Neliö Galeria, Oulu, Finnland
- 2022: muta natur. Künstlerhaus Wien

## Video- und Animationsarbeiten (Auswahl)
- 2004: Zirkus. Musik-Plastilin-Animationsvideo, präsentiert im LOOP Raum Berlin
- 2004: Wir haben gut gearbeitet. Politik-Splatter-Shortfilm
- 2004:  Plasticine-Animations-Event. Galerie Schuster Frankfurt
- 2008: Mama. Musik-Splatter-Animationsvideo, Regie Max Berner, präsentiert bei Sehsüchte-Filmfestival Berlin